# Johann Michael Rottmayr
Johann Michael Rottmayr (Salzburgi Érsekség, Laufen, 1656. december 11. – Osztrák Hercegség, Bécs, 1730. október 25.) barokk festő, az önálló osztrák festőiskola első generációjának jelentős alakja.

## Életrajza
A salzburgi Laufenben született 1656. december 1-én. Tanulóéveit Velencében töltötte, majd Bécsben telepedett le, ahol I. József császár udvari festője lett. 

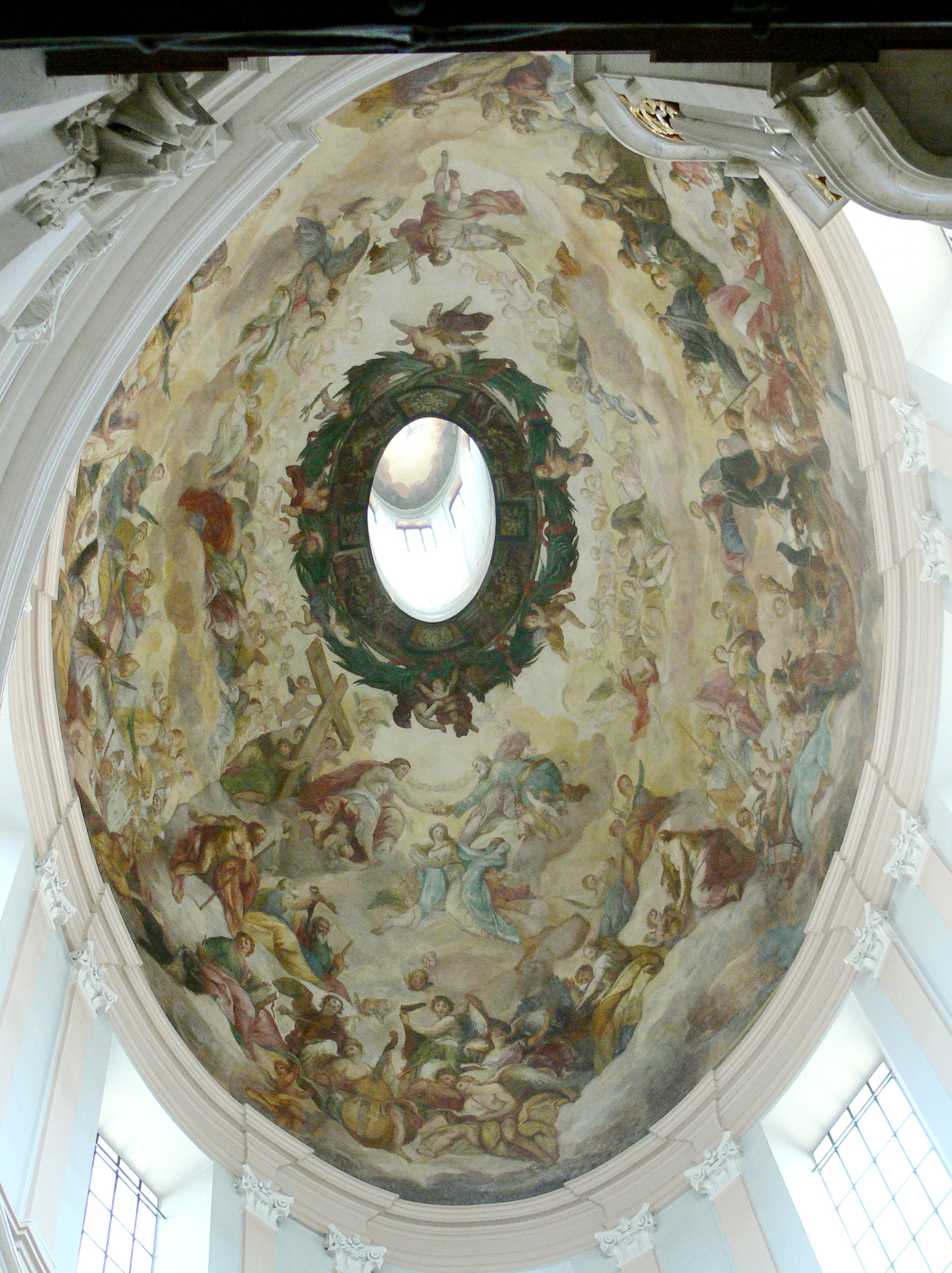
A salzburgi Szentháromság-templom kupolája

Johann Michael Rottmayr az önálló osztrák festőiskola generációjának az első jelentős alakja volt. Számos bécsi templomba festett oltárképeket, ő díszítette mennyezetképekkel a salzburgi Szentháromság-templom kupoláját, a boroszlói jezsuita templomot, a bécsi Szent Péter-templomot és a melki apátsági templom mennyezetét is. Udvari megbízásai közül a legjelentősebb a bécsi Károly-templom kupolaképének megfestése volt.
Bécsben érte a halál, 74 évesen, 1730. október 25-én.